# Zanclea fanella
Zanclea fanella är en nässeldjursart som beskrevs av Boero, Bouillon och Gravili 2000. Zanclea fanella ingår i släktet Zanclea och familjen Zancleidae. Inga underarter finns listade i Catalogue of Life.